# Isabel Larco
Ysabel (Isabel) Larco Debernardi (Hacienda de Chiclin, Valle de Chicama, 4 de junio de 1933 - Lima, 23 de diciembre de 2017) fue una estudiosa de las culturas ancestrales del Perú. Fue Presidenta del Museo Arqueológico Rafael Larco Herrera (hoy Museo Larco) y del Museo de Arte Precolombino (MAP) ubicado en el Cuzco.

## Biografía
Nació en Trujillo en 1933. Hija de Rafael Larco Hoyle y de Isolina Debernardi Alva.   
Desde pequeña, Ysabel acompañaba a su padre, Rafael Larco Hoyle, en sus expediciones arqueológicas producto del legado cultural de su abuelo Rafael Larco Herrera.    
En 1926 se declara inaugurado el Museo con el nombre de Rafael Larco Herrera en la Hacienda Chiclin. Tiempo después, al tener que trasladarse a la ciudad Lima, la familia Larco lleva la extensa colección del museo que había levantado en Chiclín, a la ciudad capital, adquiriendo para su exhibición una casona en el distrito de Pueblo Libre, a la que le imprimieron un aire trujillano, y que abre sus puertas como Museo en 1964. Ysabel, ya familiarizada con la vida capitalina asume la dirección general del museo en 1966, tras la muerte de su padre. Como recuerda el arqueólogo Luis Lumbreras, ella sentía una especial devoción por el trabajo hecho por su padre. Lumbreras afirma que si bien el museo lo creó don Rafael, fue realmente Ysabel quien lo mantuvo. La modernización emprendida en el museo estuvo fuertemente influenciada por su interés en la colección. Ella lo consideraba una obra en homenaje a su padre”. Dentro de la impresionante colección del museo se puede encontrar cerámica de las culturas Cupisnique, Chimú, Chancay, Nazca e Inca. Sin embargo, lo más destacado son las vasijas Moche, reliquias provenientes del norte del país.   
El 30 de mayo de 1957, Ysabel Larco contrajo matrimonio en la Iglesia de la Virgen del Pilar con Augusto Álvarez-Calderón Wells, nacido en Lima el 22 de agosto de 1927, hijo de Alfredo Álvarez Calderón y de Mary Wells, con quien tuvo cinco hijos. 
Al final de la década del 80 con el apoyo de su esposo Augusto y de amigos cercanos como Otto Eléspuru y su yerno Fernando de Trazegnies, decidió iniciar la renovación del museo. El reto de Ysabel Larco fue convertir una colección privada en un museo para el disfrute público y fuera de los esquemas tradicionales hasta ese entonces planteados. Emprendió la transformación con cuidado y dinamismo, cuidando de seguir la visión de su padre. Posteriormente, de la mano de sus hijos, Ysabel Larco generó una revolución en el museo y en su legado no solo familiar sino a nivel nacional e internacional.
En el 2001 el Museo Larco fue el primer museo en Latinoamérica en catalogar electrónicamente toda su colección y en hacerla accesible a la comunidad a través de su catálogo en línea. Parte de la muestra fue llevada al Cusco donde abrió sus puertas el Museo de Arte Precolombino en el mes de junio de 2003, gracias a una alianza con la Fundación BBVA Continental y con Ysabel como su Presidenta.
Ysabel Larco tuvo un papel activo en la lucha por los derechos de la mujer. Junto a otras mujeres, entre ellas Rosario Ortiz de Zevallos Thorndike, Rosario Aráoz (Directora de la Escuela de Servicio Social del Perú), Matilde Pérez Palacio (Directora de la Escuela de Periodismo), Susana Solano (abogada aprista), Ángela Ramos (periodista de izquierda), Lola Idiáquez y Luisa Montori (Acción Católica), empiezan a elaborar una propuesta para defender el derecho al sufragio femenino. El Presidente Odria finalmente aprobaría el proyecto de ley que haría realidad el derecho al voto anhelado.
Actualmente el Museo Larco goza de reconocimiento a nivel nacional e internacional, y precisamente ello se considera fruto del trabajo incansable de Ysabel Larco.

## Premios y reconocimientos
Fue socia honoraria de la Asociación Femenina de Ejecutivas de Empresas Turísticas del Perú - AFEET Perú
Condecoración de "Ciudad del Rímac" por su brillante trayectoria personal y profesional; por ser difusora del arte y la cultura peruana. Dado en el Palacio Municipal a los trece días del mes de octubre de 2017.
Recibiría un premio póstumo en el marco del Día Internacional de los Museos, fecha establecida por el Consejo Internacional de Museos (ICOM) para conmemorar a estos lugares constituidos en guardianes del patrimonio cultural y natural en el mundo, reconociendo su labor y aporte a la salvaguarda, conservación, protección y difusión del Patrimonio Cultural de la Nación.